# Isométrie (poésie)
L'isométrie consiste à utiliser le même mètre (nombre de syllabes) dans un poème ou une séquence de vers. Une strophe qui ne comporte que des vers ayant le même nombre de syllabes est dite strophe isométrique .
On distingue communément les mètres pairs et les mètres impairs :
- Les mètres pairs sont (liste non exhaustive) : l'alexandrin (douze syllabes), le décasyllabe (dix), l'octosyllabe (huit), l'hexasyllabe (six), le tétrasyllabe (quatre) et le dissyllabe (deux).
- les mètres impairs sont (par exemple) : l'hendécasyllabe (onze syllabes), l'ennéasyllabe (neuf), l'heptasyllabe (sept), le pentasyllabe (cinq), le trisyllabe (trois) et le monosyllabe (une syllabe).

L'antonyme d'isométrie est hétérométrie.